# Torero
Torero (von spanisch toro ‚Stier‘) ist der Oberbegriff für eine in der Arena einer Stierkampfveranstaltung (spanisch Corrida) aktiv beteiligte Person, bei der je nach Aufgabenbereich zwischen dem Matador (weibliche Form: Matadora), dem Banderillero und dem berittenen Picador unterschieden wird.
Toreros entstammen der spanischen Tradition des Stierkampfes; es gibt sie daher vor allem in Spanien und in den spanischsprachigen Regionen des amerikanischen Kontinents, aber auch in Portugal (portugiesisch Toureiro) und in Frankreich.

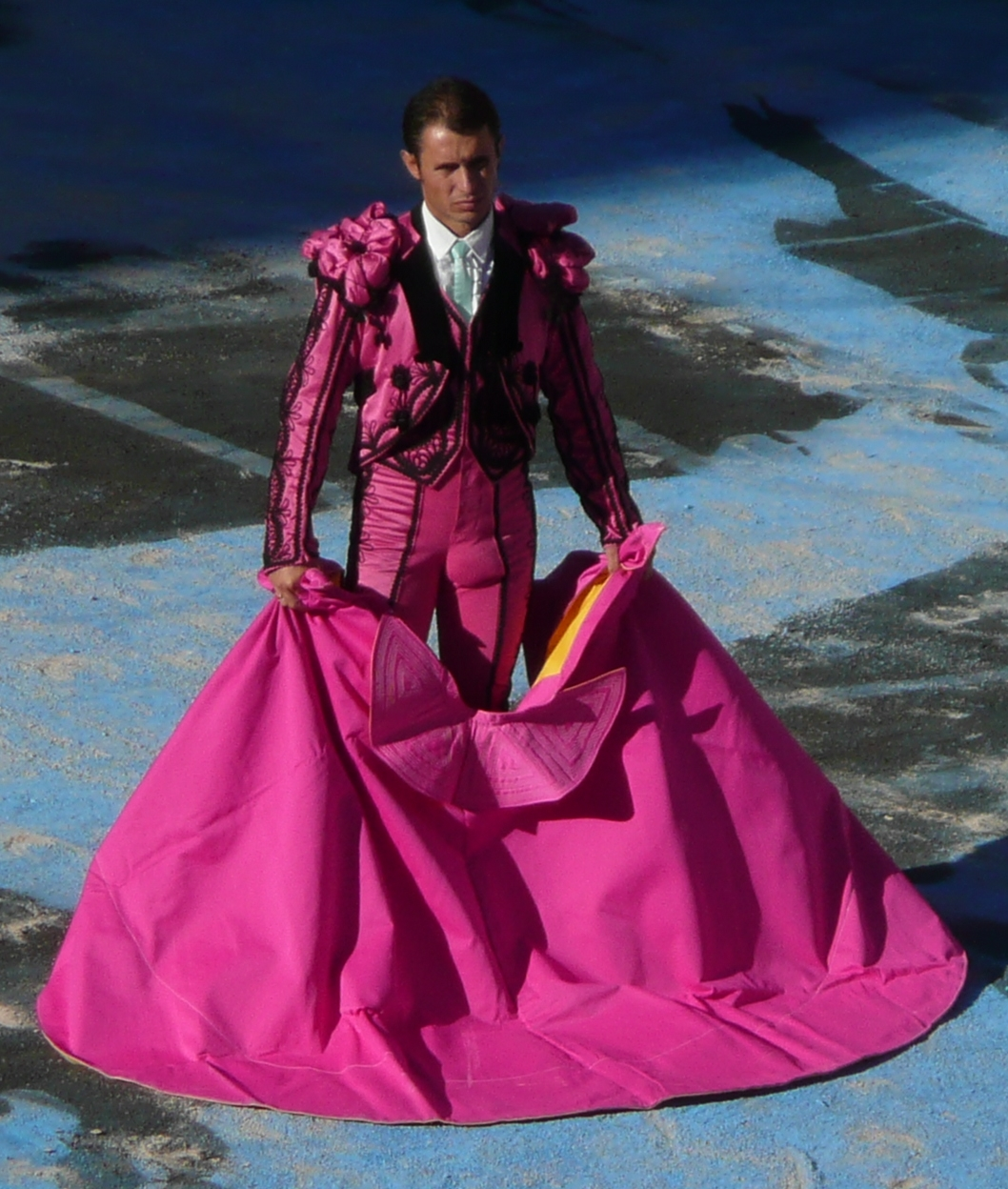
Torero mit Capote (Arles 2010)

## Arten von Toreros

### Der Matador

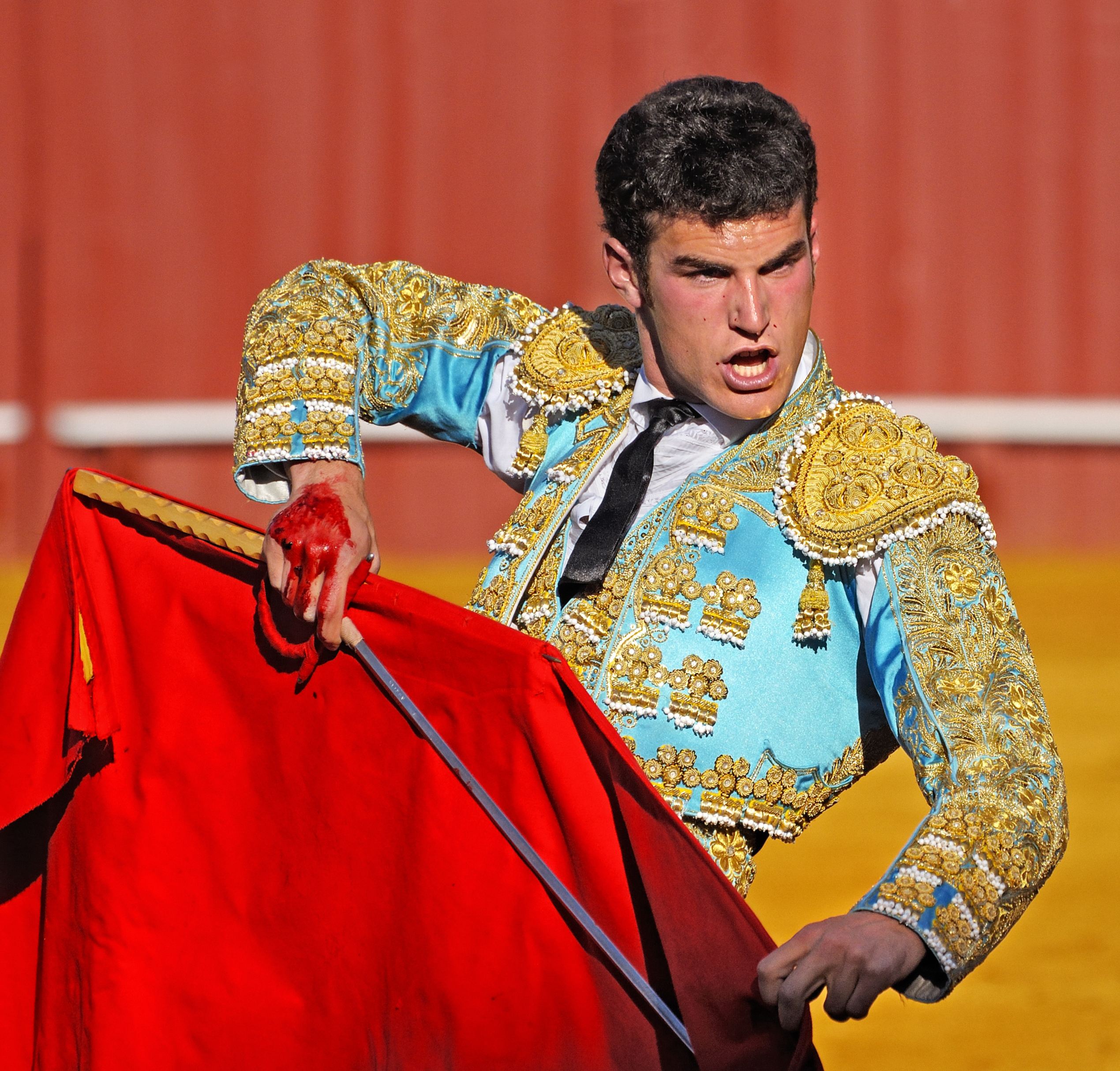
Matador mit muleta und espada (Real Maestranza, Sevilla 2013)

Der Protagonist des Stierkampfes ist der Matador (von spanisch matar ‚töten‘, dieses von lateinisch mactare ‚ein Tier opfern‘), der dem Stier am Ende des Kampfes mit dem Degen den Todesstoß versetzt. Ein Matador beginnt seine Laufbahn als novillero, der noch keine Zulassung zu den Corridas (Veranstaltungen mit ausgewachsenen Stieren) besitzt und daher zunächst eine Reihe von Novilladas genannten Kämpfen mit Jungstieren (novillos) bestreiten muss. Nach einer bestimmten Anzahl erfolgreicher Kämpfe kann er zum Matador aufsteigen. Dies erfolgt im Rahmen einer als Alternativa bezeichneten  Zeremonie: Bei einer Corrida überlässt der dienstälteste Matador, der traditionsgemäß den ersten Stier im Rahmen einer solchen Veranstaltung tötet, dieses Tier dem Novillero, indem er ihm in der Arena das nur in der Schlussphase verwendete rote Tuch (muleta) und den Degen (espada) übergibt.
Erst nachdem Picadores und Banderilleros ihr Werk verrichtet haben, dirigiert der Matador den Stier mit Hilfe der muleta in eine aussichtsreiche Position für den Todesstoß. Von einem guten Matador wird erwartet, dass er dazu nur einen Versuch benötigt.

### Der Picador

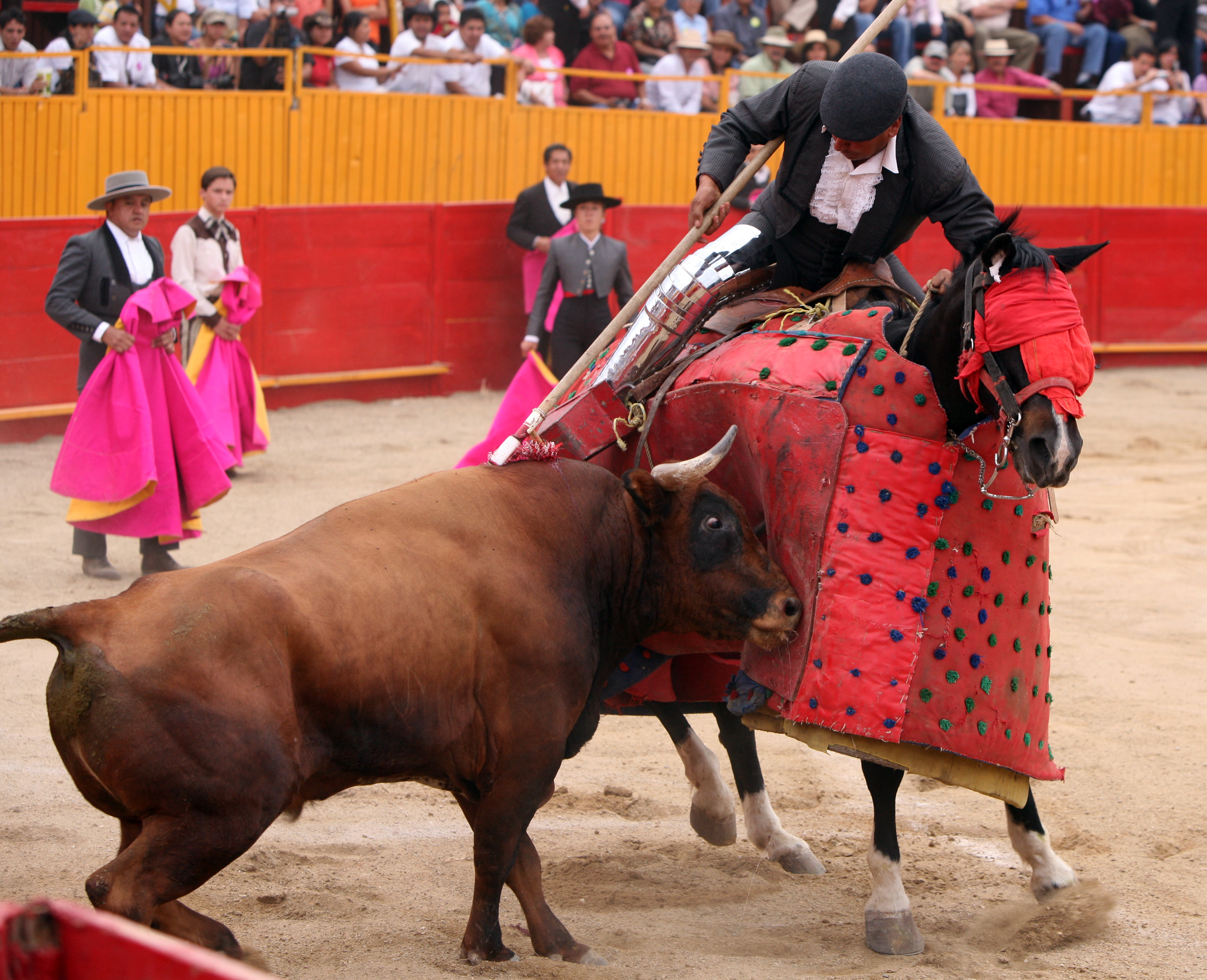
Picador

Picadores ‚Lanzenreiter‘ sind Gehilfen des Matadors, die daran mitwirken, den Stier zu erschöpfen. Sie sitzen auf Pferden, die mit einer dicken Polsterung vor den Hörnern des Stieres geschützt werden sollen, und stoßen mit Lanzen in die Nackenmuskulatur des Stieres, der durch die hervorgerufenen Verletzungen Blut verliert und geschwächt wird. Durch diese Muskelverletzungen senkt der Stier im Fortgang des Kampfes seinen Kopf und ermöglicht es damit dem Matador, den finalen Todesstoß mit dem Degen zu setzen.

### Der Banderillero

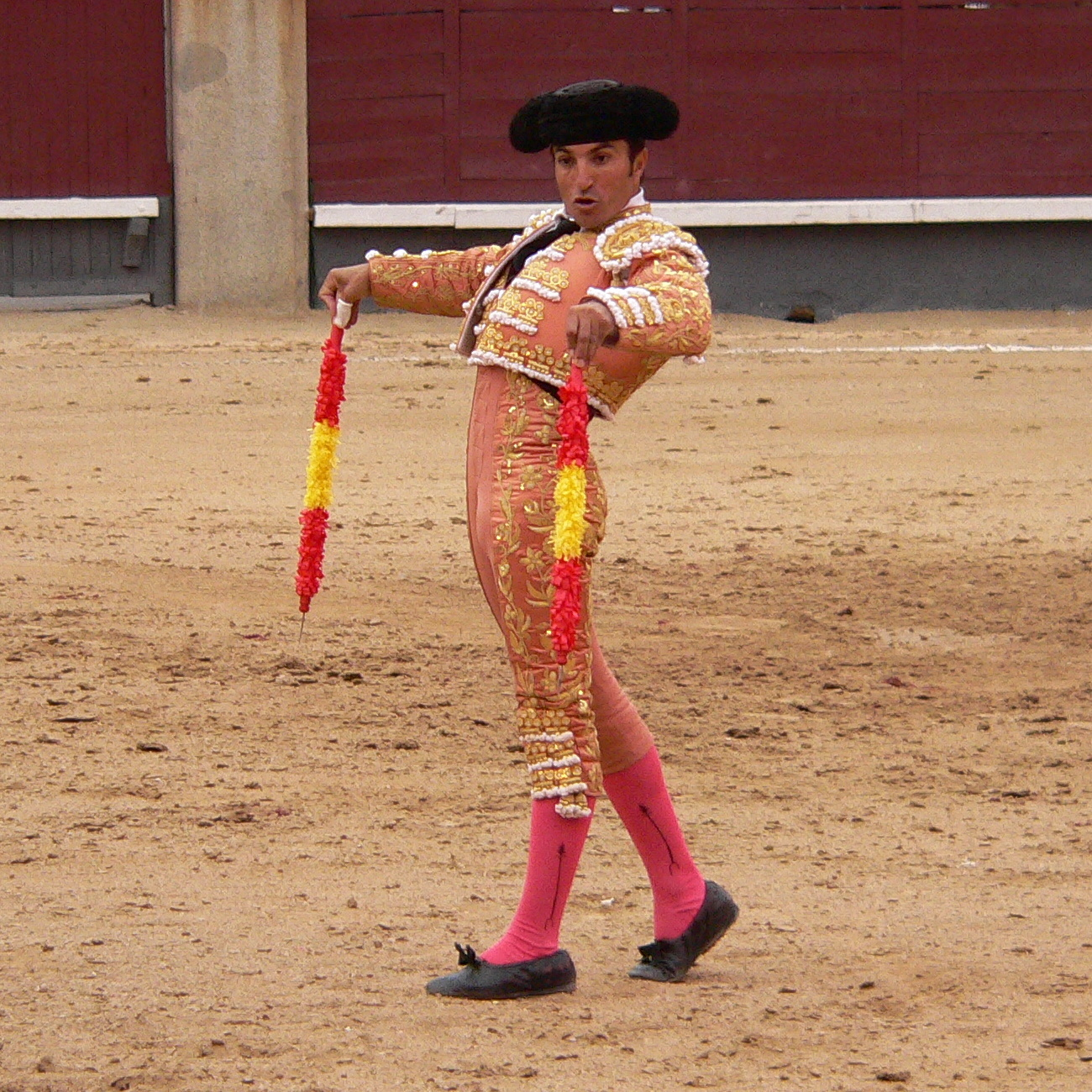
Banderillero

Der Banderillero hat ebenfalls die Aufgabe, den Stier zu schwächen, indem er mit Widerhaken versehene und mit farbigen Bändern umwickelte Spieße (banderillas) paarweise im oberen Rückenbereich des Stieres setzt. Während ursprünglich die Banderillas einzeln gesetzt wurden und dadurch die andere Hand frei war, um den Stier mit dem Capote, einem in der Geschichte des Stierkampfs ursprünglich roten, später meist fuchsiafarbenen Umhang abzulenken, stellt das seit dem Anfang des 19. Jahrhunderts zur Norm gewordene paarweise Setzen der Spieße ein erheblich höheres Risiko für den Banderillero dar.
Eine zusätzliche Aufgabe der Banderilleros besteht darin, den Stier während der Auftritte der anderen Toreros in gefährlichen Situationen mit dem Capote abzulenken oder ihn damit in Reichweite der Lanzen der Picadores zu dirigieren.

### Der Rejoneador

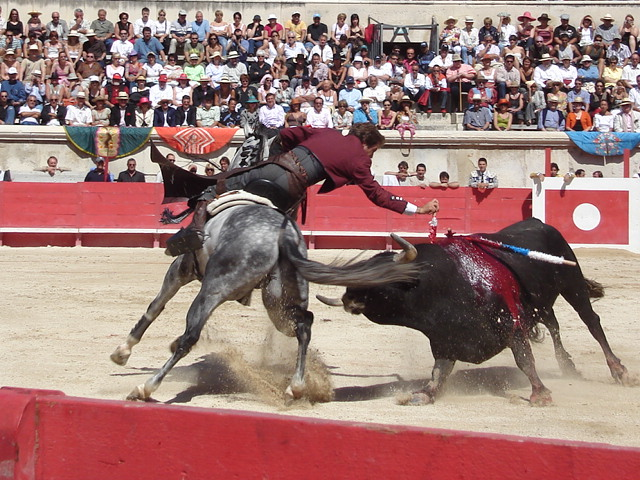
Stierkampf zu Pferde

Die ursprünglich in Adelskreisen gepflegte Form des Stierkampfes, bei dem die Akteure alle Phasen der Veranstaltung vom Pferd aus bestritten, hat sich im Rejoneo, dem „Stierkampf zu Pferde“ erhalten, wobei der berittene Torero als Rejoneador bezeichnet wird. Im Gegensatz zu den stark gepolsterten Pferden der Picadores sind die Tiere der Rejoneadores ungeschützt, weshalb es trotz ihrer besonderen Wendigkeit immer wieder zu schweren, oftmals tödlichen Verletzungen kommt.

## Weibliche Toreros
Die erste bekannte Matadorin war Bertha Trujillo aus Kolumbien. In Spanien war es bis zum Jahr 1974 für Frauen untersagt, am Stierkampf teilzunehmen, erst 1979 trat mit Ángela Hernández auch dort eine Stierkämpferin in Erscheinung. Bis zum Jahr 2013 wurden international zwölf Matadorinnen gezählt. Eine der bekanntesten von ihnen ist Cristina Sánchez.
Im Jahr 2005 wurde Mari Paz Vega als zweite Frau in der Geschichte Spaniens offiziell als Stierkämpferin anerkannt.

## Berühmte Toreros
- Pedro Romero (1754–1839) wird nachgesagt, er habe den Stierkampf als Erster als Kunstform begriffen. Bis zu seinem Tod soll er mehr als 6000 Stiere getötet haben. Er war Vorbild für Hemingways gleichnamige Figur des Pedro Romeroas.[5]
- Joselito, aktiv 1912–1920
- Juan Belmonte, aktiv 1913–1936
- Luis Miguel Dominguín, aktiv 1944–1973
- Antonio Barrera, aktiv 1997–2012
- Cristina Sánchez, aktiv 1993–1999